# Jezevec bělohrdlý
Jezevec bělohrdlý nebo také jezevec prasečí (Arctonyx collaris) je lasicovitá šelma, která se vyskytuje v jihovýchodní části Asie. Obývá savany a tropické deštné lesy do nadmořské výšky 3 500 metrů.
Patří k největším druhům jezevců, může dosáhnout délky 70 cm a váhy až 14 kg (samci bývají v průměru větší než samice). Jeho srst s hustou podsadou má šedohnědé zbarvení s černými pruhy na tvářích a bílou náprsenkou. Ocas dlouhý 17 cm je bílý. Charakteristickými znaky jsou bílé drápy a především čenich, který je lysý a protažený do podoby prasečího rypáčku a pohyblivější než u jiných rodů jezevců. Vyčnívající špičáky slouží k prohrabávání půdy a získávání potravy, kterou tvoří žížaly, larvy hmyzu, drobní obratlovci, hlízy a kořínky. Jezevci obývají podzemní chodby, aktivní jsou ve dne i v noci, žijí však převážně skrytě a samotářsky. Od listopadu do února hibernuje. Období páření nastává v závislosti na klimatických podmínkách od dubna do září. Březost trvá pět až devět měsíců včetně zpožděné implantace, ve vrhu bývají dvě až čtyři mláďata. Samičky dosahují pohlavní zralosti ve věku tří měsíců, zatímco samečci až po roce. V zajetí se může jezevec bělohrdlý dožít až čtrnácti let.
Hlavními predátory jsou tygr a levhart. Jezevec bělohrdlý bývá také loven člověkem pro maso, což společně s odlesňováním přirozeného areálu vede k poklesu populace a označení druhu za zranitelný taxon.

## Poddruhy[4]
- A. c. collaris (Cuvier, 1825) – východní Himálaj (státy Sikkim, Bhútán, Ásám) – délka okolo 60 cm.
- A. c. albogularis (Blyth, 1853) – jižní Čína – spíše delší a tmavší než A. c. leucolaemus a vyskytuje se jižněji.
- A. c. leucolaemus (Milne-Edwards, 1867) – severní Čína – velikost cca 60 cm.
- A. c. hoevenii (Hubrecht, 1891) – Sumatra – malý, tmavý, ale dorzální strana hlavy, krku, přední končetiny a ocas jsou nápadně žlutavě bílé.
- A. c. dictator (Thomas, 1910) – Zadní Indie (Thajsko, Vietnam, severní Barma).
- A. c. consul (Pocock, 1940) – jižní Ásám a Barma – největší poddruh, žlutavěhnědé zbarvení.